# Hippolyte Délié

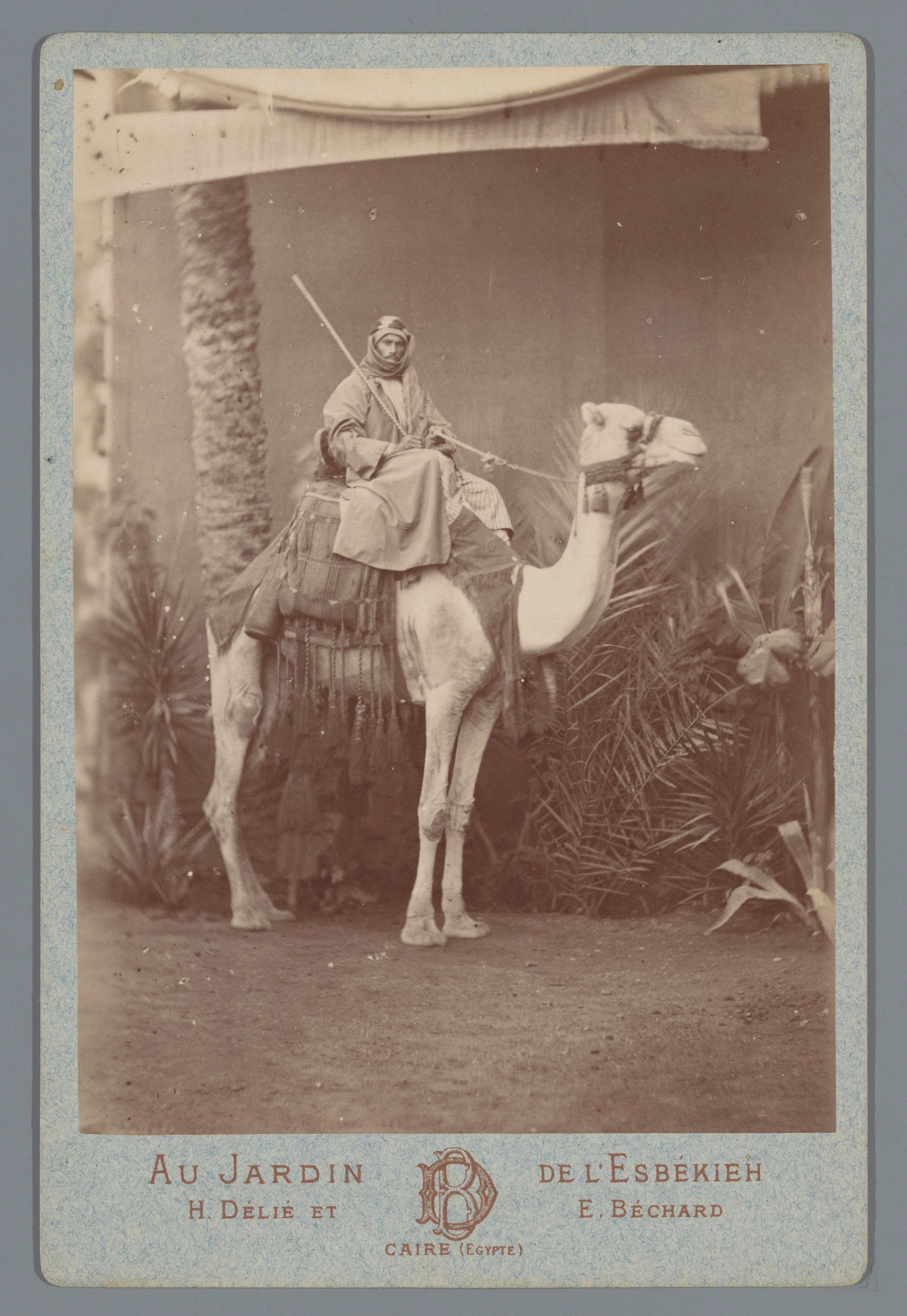
Délié & Béchard: Muž na velbloudovi, carte-de-visite, 1869–1890, sbírka Rijksmuseum Amsterdam

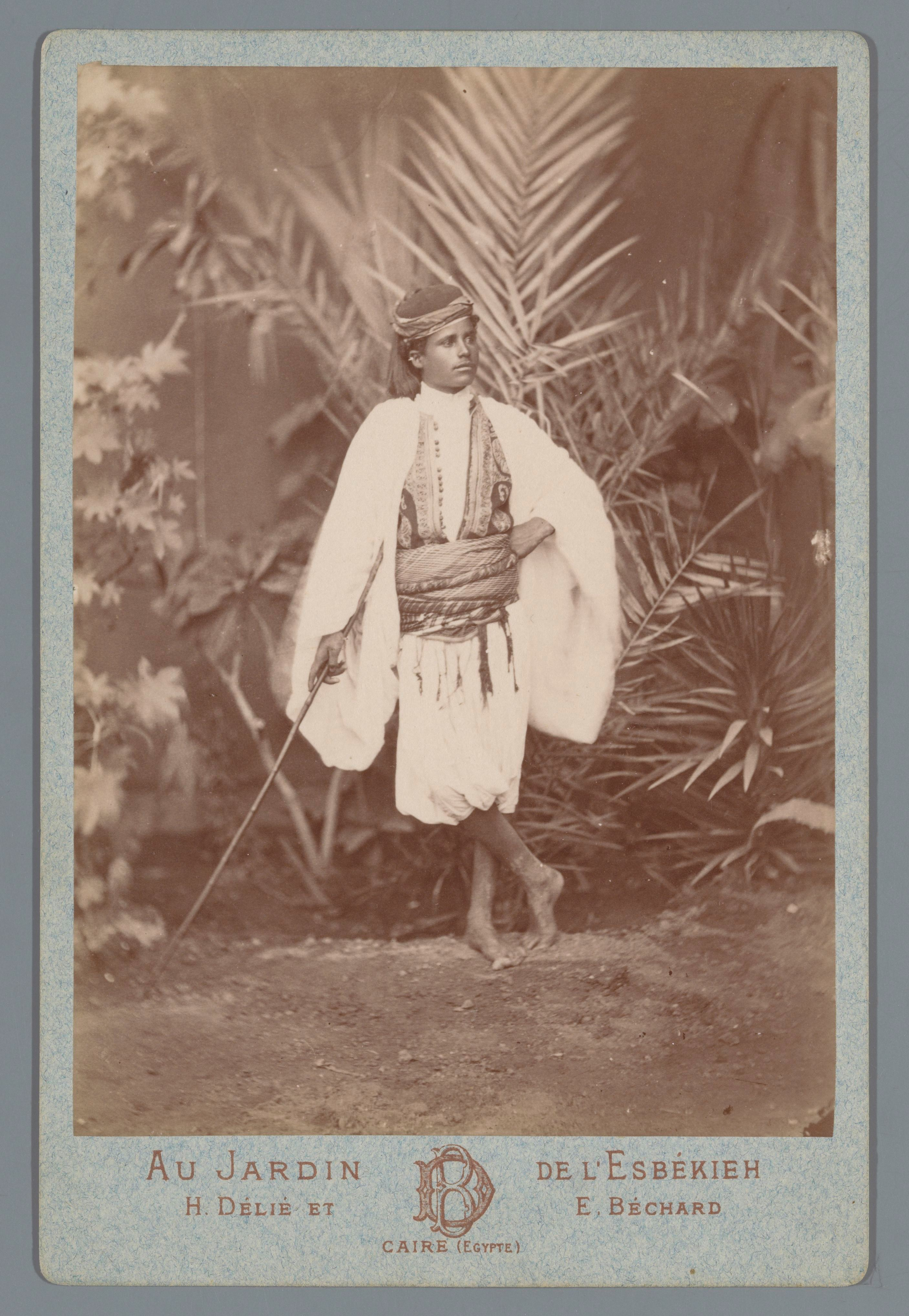
Délié & Béchard: Portrét mladého muže v kroji, carte-de-visite, 1869–1890, sb. Rijksmuseum

Hippolyte Délié (25. května 1841, Marcenay – 11. února 1899, Tarbes) byl francouzský fotograf aktivní v druhé polovině 19. století převážně v Egyptě.

## Životopis
Hippolyte Délié se narodil 25. května 1841 v Marcenay v Côte-d'Or do rodiny zemědělce. Od roku 1869 pracoval jako fotograf v Egyptě, společně s Émilem Béchardem v Káhiře. Stejně jako jejich kolegové Antonio Beato, Ermé Désiré nebo Hippolyte Arnoux fotografovali Délié a Béchard ulice měst a jejich obyvatele, památky a starožitnosti Egypta a pořizovali také ateliérové portréty. Studio se jménem Au jardin de l'Esbékieh prodávalo turistům mnoho fotografických pohlednic. Na zadní straně některých je firemní logo doplněné textem: Succursale de la maison Pierson de Paris nebo Succursale de la maison Pierson, boulevard des Capucines, 3, Paris (Pobočka Piersonova domu v Paříži nebo Pobočka domu Pierson, boulevard des Capucines, 3, Paříž), svědčící o navázání spojení s dílnou Pierra-Louis Piersona.
V roce 1871 požádali Délié a Béchard francouzského egyptologa Augusta Marietteho o povolení fotografovat místnosti a objekty muzea Boulaq, jehož byl ředitelem a které založil v roce 1858, současně s Oddělením ochrany starožitností z Egypta (Conseil suprême des Antiquités égyptiennes). Mariette, který s projektem souhlasil, s nimi spolupracoval výběrem zajímavých předmětů a psaním textů. Album Boulaq Museum, ilustrované čtyřiceti fotografickými deskami, bylo vydáno v roce 1872. Kniha, jedna z prvních svého druhu, přispěla k tomu, aby byl faraonský Egypt známý i v zahraničí. Spolupráce mezi Déliém a Béchardem skončilo v roce 1873 a oba pokračovali ve své činnosti v Káhiře několik let samostatně. Hippolyte Béchard, který zůstali v departementu Gard, distribuoval fotografie svého bratra, na které se někdy podepisoval jako „H. Béchard“. Následně oba pokračovali ve své činnosti samostatně.
Zatímco Émile Béchard zůstal v Káhiře, Hippolyte Délié opustil Egypt a v roce 1878 převzal ateliér Eugèna Disdériho na adrese boulevard des Italiens č. 6 v Paříži. Oženil se v roce 1882, o dva roky později prodal Disdériho ateliér fotografovi Paulu Vieux-Rochasovi a inženýrovi Auguste Clément Bannelovi za částku 60 000 franků.
Odešel z Paříže do Tarbesu kolem roku 1890 a převzal tam Serenskou dílnu, místo Brauhaubana. Kromě fotografických děl nabízel pastely, emaily, olejomalby a akvarely. Právě v tomto městě zemřel 11. února 1899.

## Fotografie

### Atelier Délié & Béchard

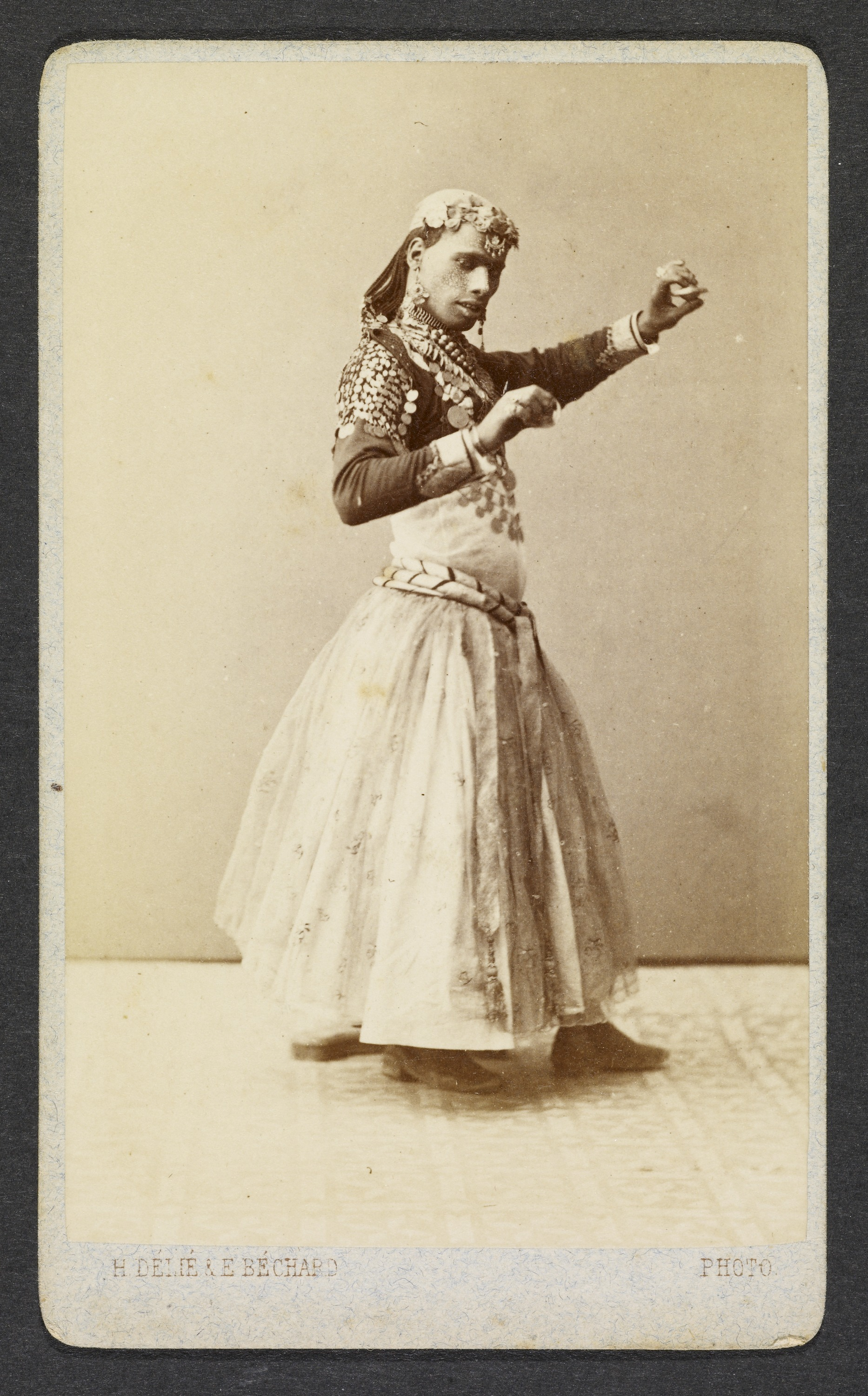
Délié & Béchard, Portrét tanečnice v kostýmu, carte-de-visite
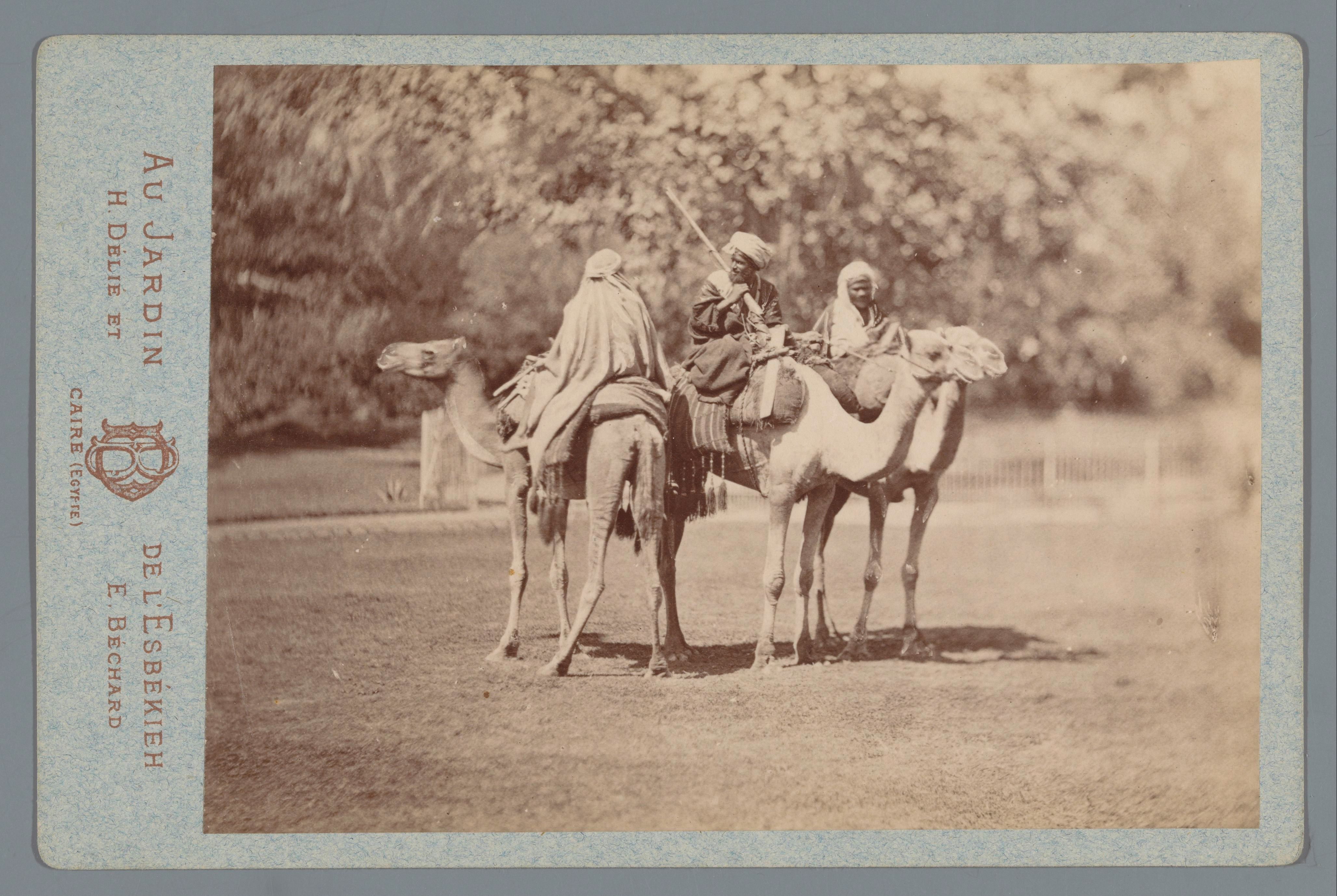
Délié & Béchard, Tři muži na velbloudu, carte-de-visite, 1869–1890, kol. Rijksmuseum
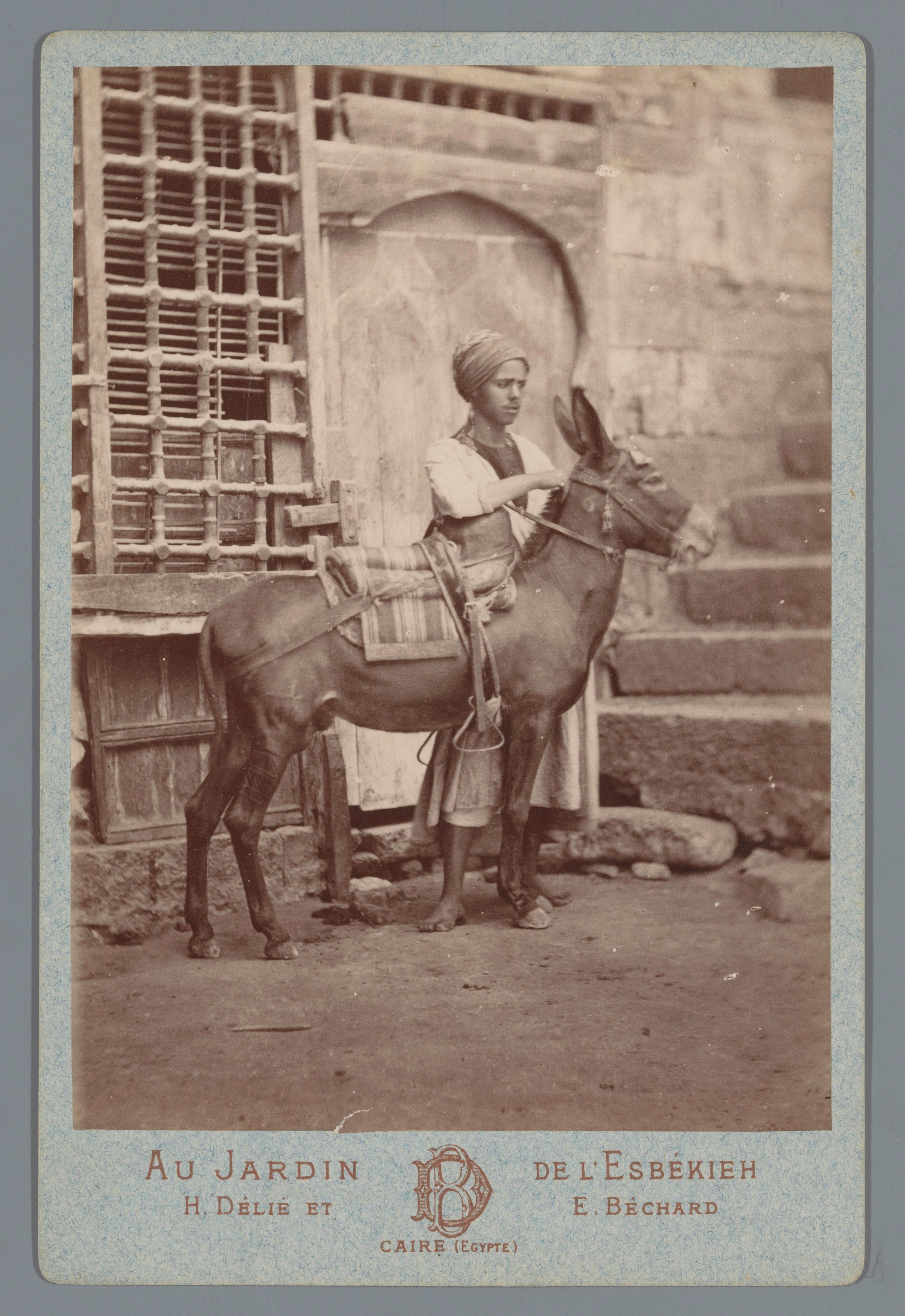
Délié & Béchard, Mladý muž a jeho osel, carte-de-visite, 1869–1890, sb. Rijksmuseum
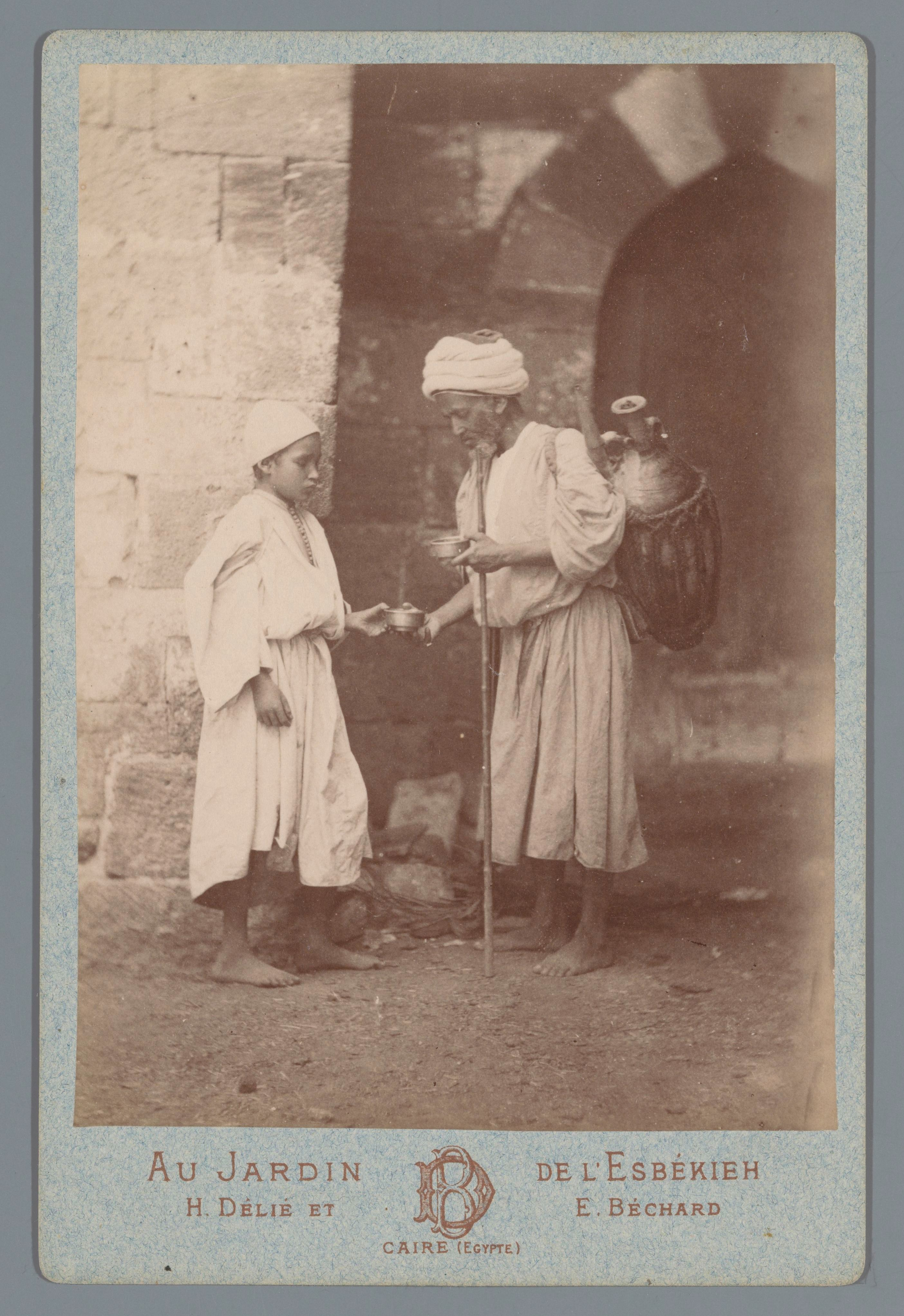
Délié & Béchard, Nosič vody a mladý chlapec, carte-de-visite, 1869–1890, sb. Rijksmuseum
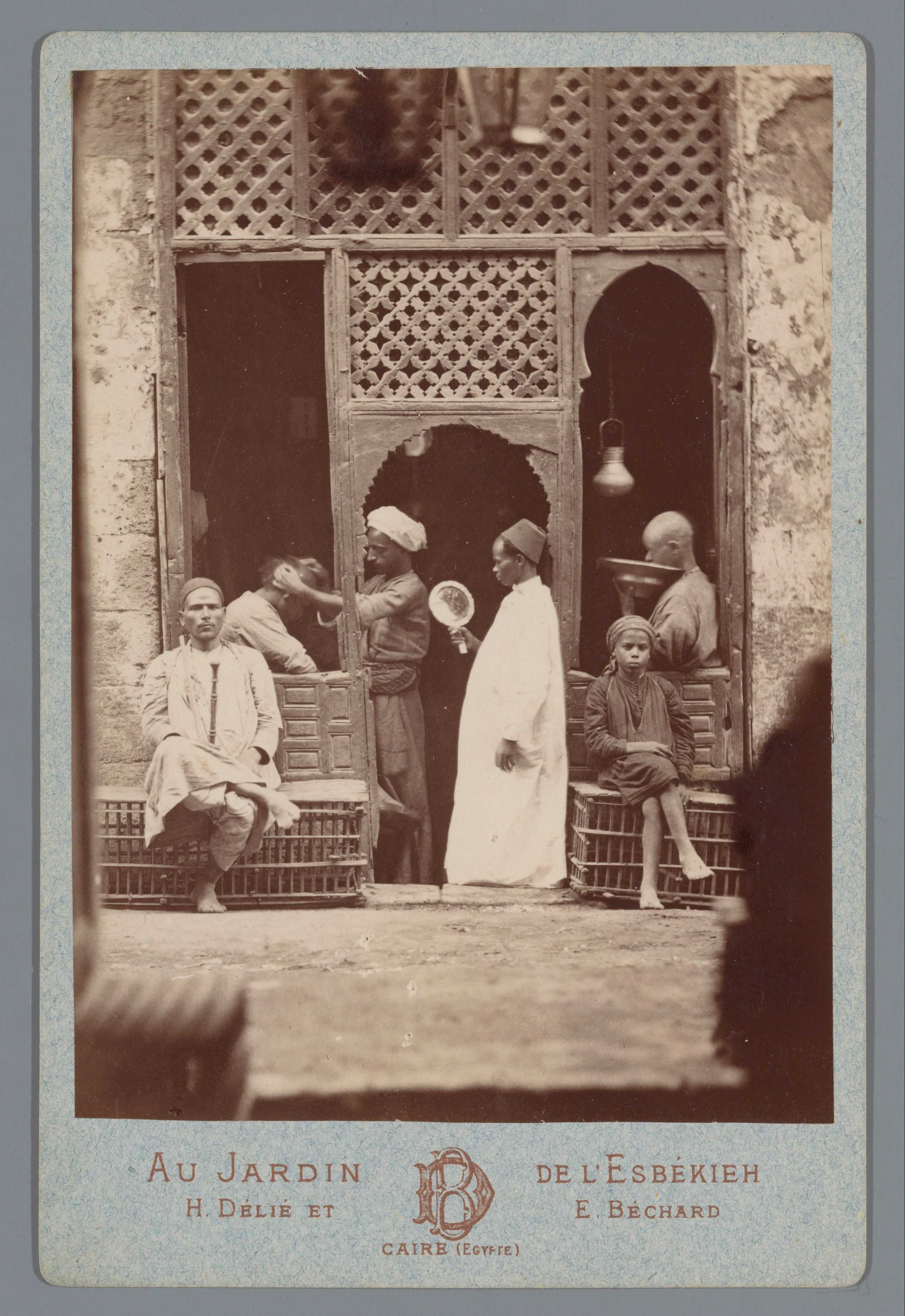
Délié & Béchard, Skupiny mužů v holičství, carte-de-visite, 1869–1890, sb. Rijksmuseum
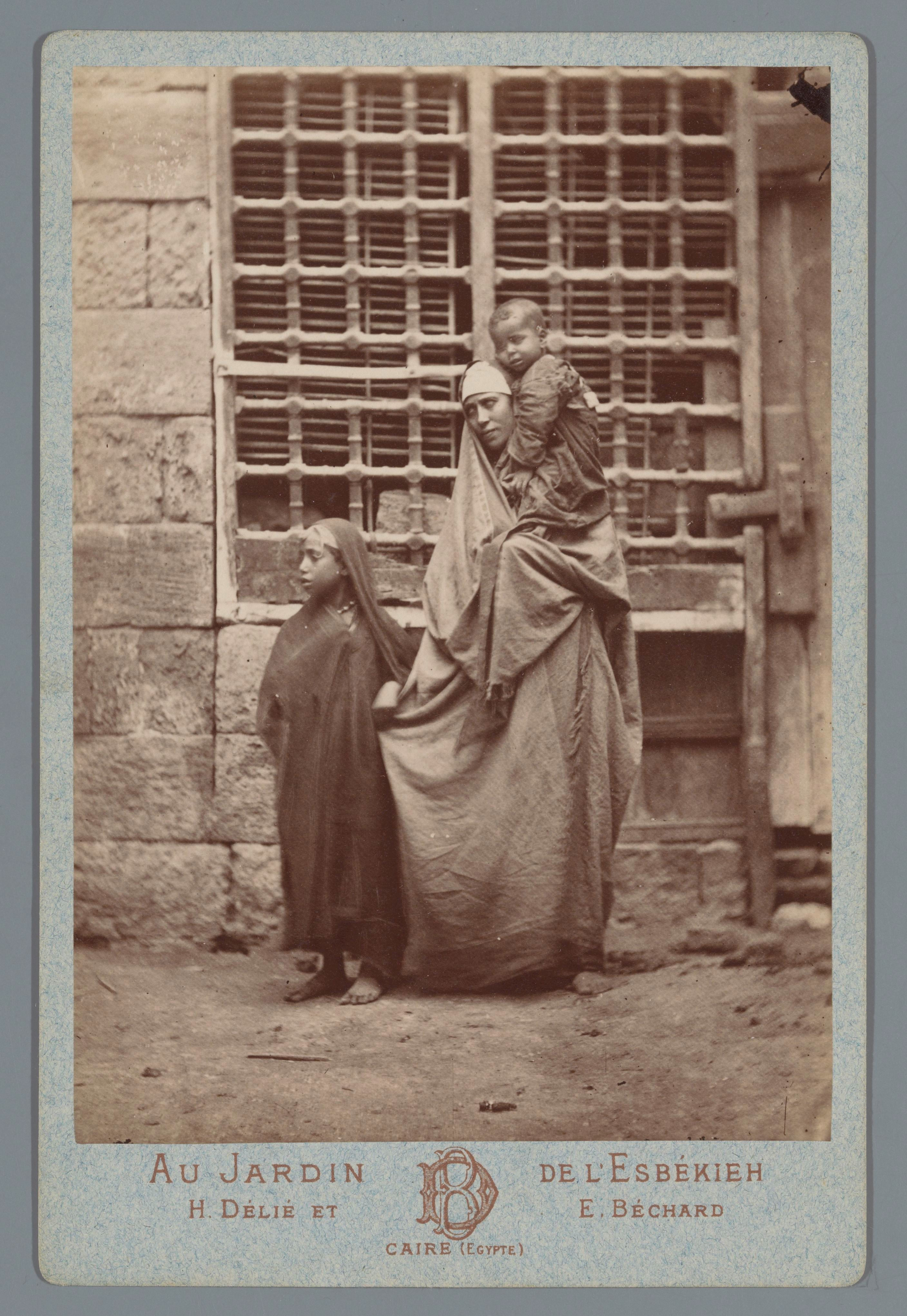
Délié & Béchard, Žena s dětmi, carte-de-visite, 1869–1890, sb. Rijksmuseum
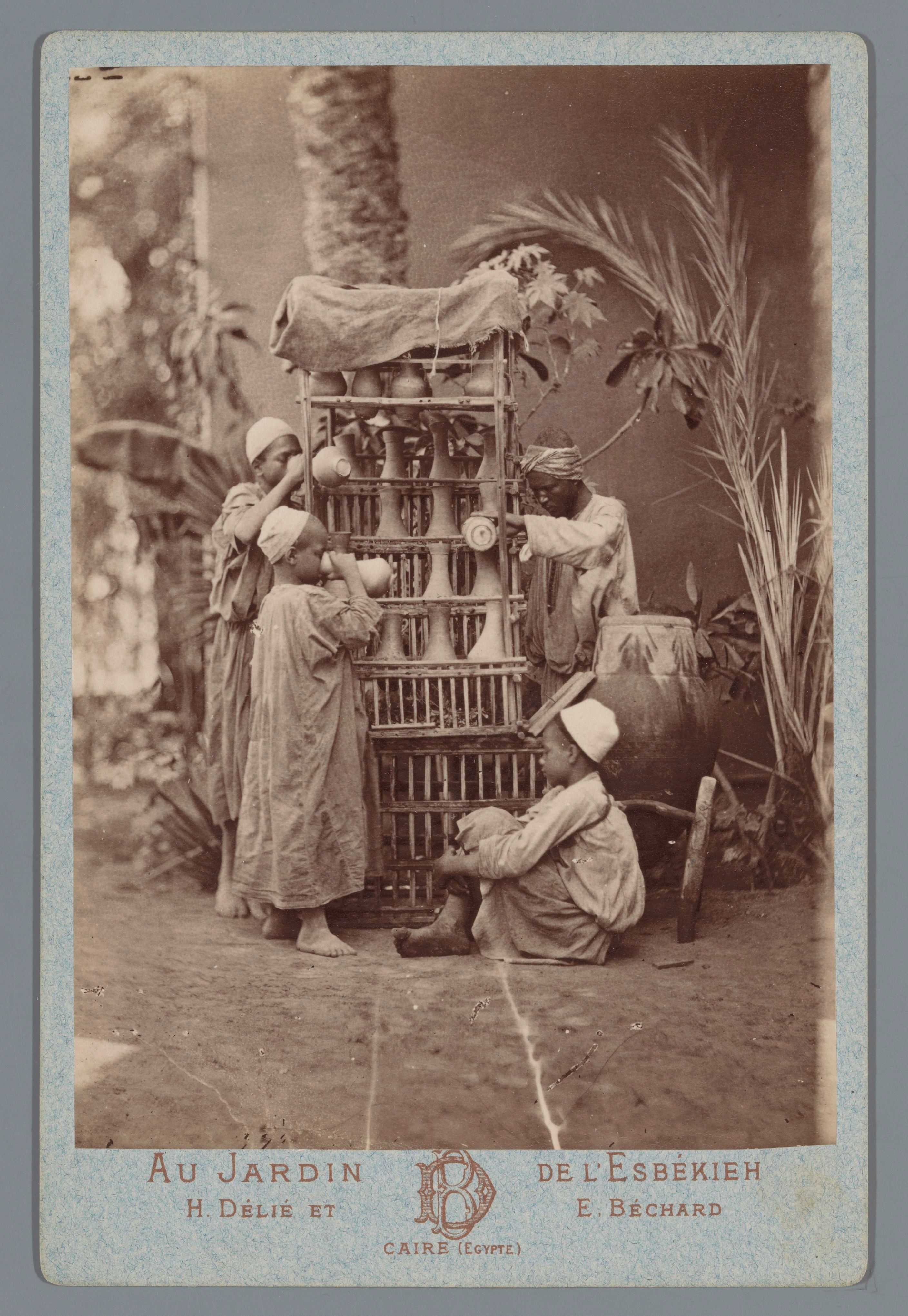
Délié & Béchard, Chlapci před policí, carte-de-visite, 1869–1890, sb. Rijksmuseum
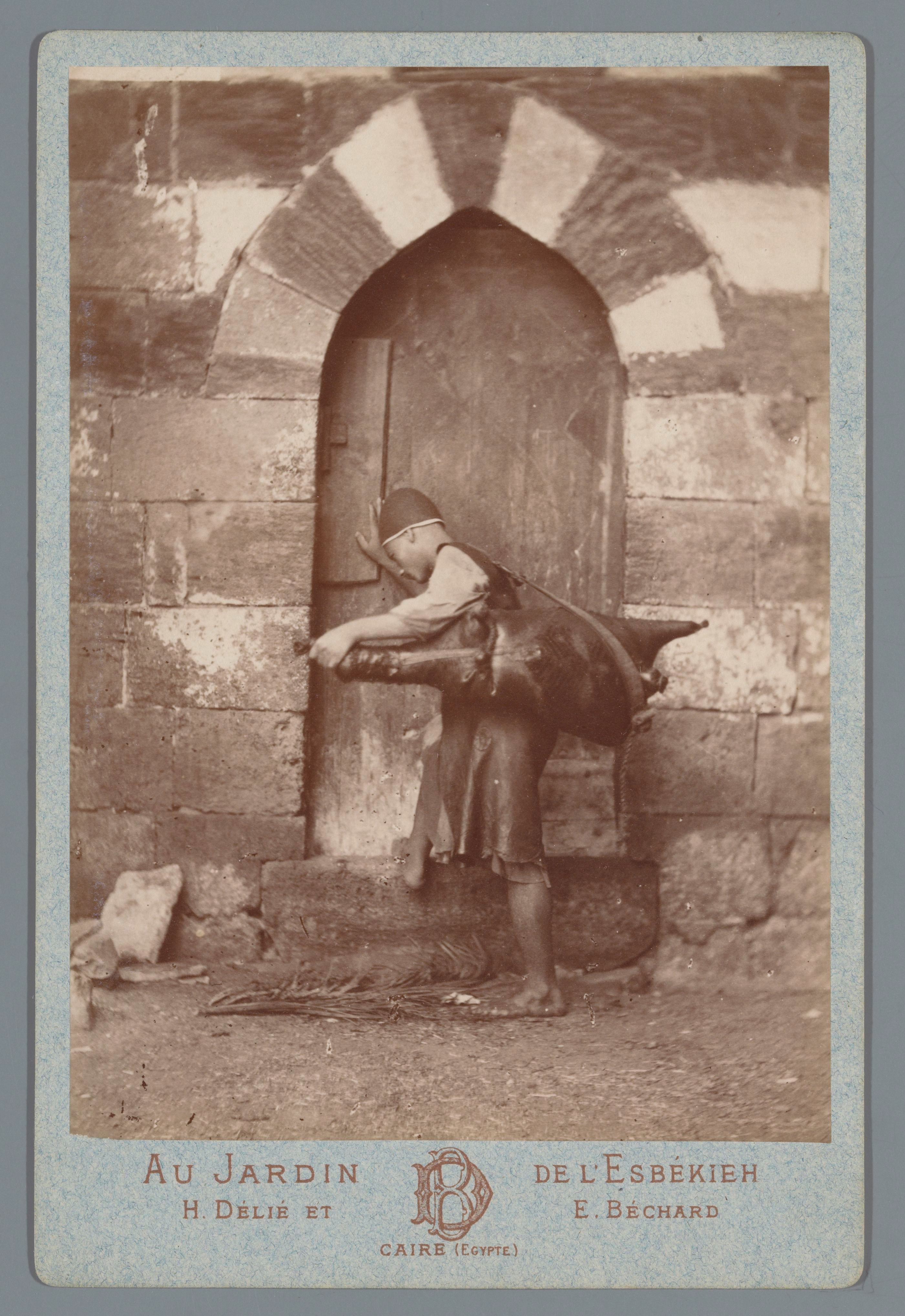
Délié & Béchard, Mladý muž přede dveřmi, carte-de-visite, 1869–1890, sb. Rijksmuseum
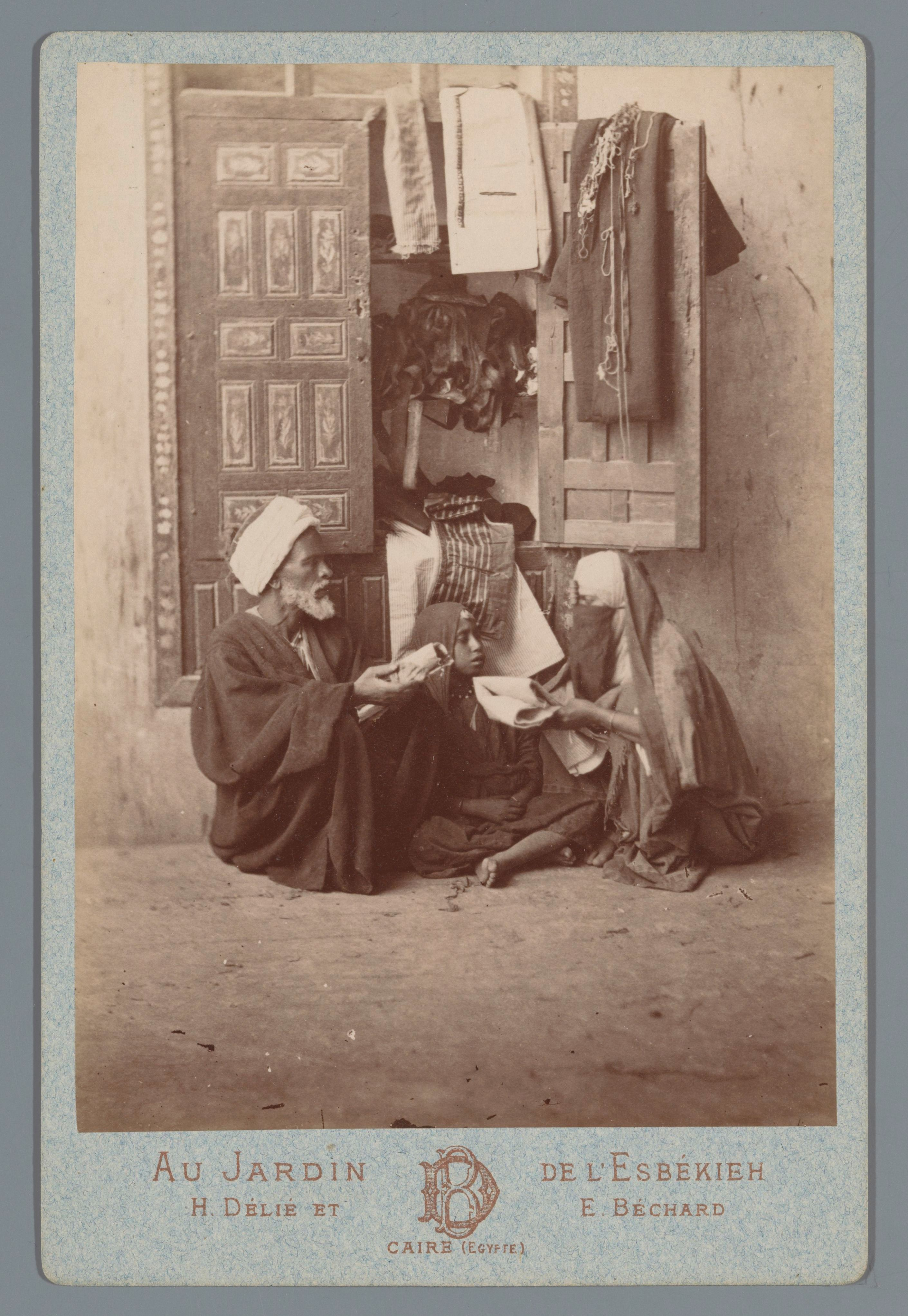
Délié & Béchard, Prodejce látky a jeho zákazník, carte-de-visite, 1869–1890, sb. Rijksmuseum
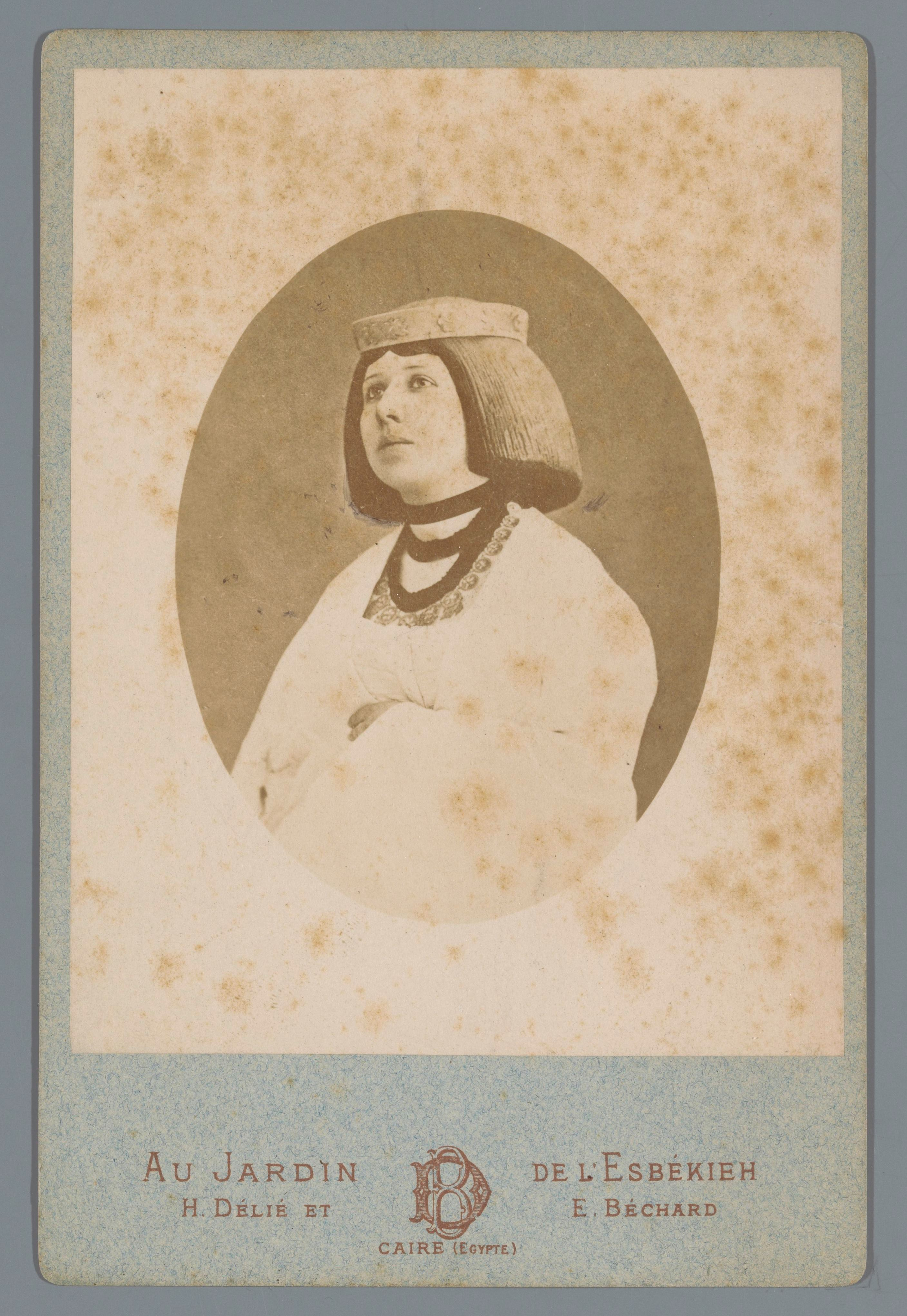
Délié & Béchard, Portrét ženy s parukou a pokrývkou hlavy, carte-de-visite, 1869–1890, sb. Rijksmuseum
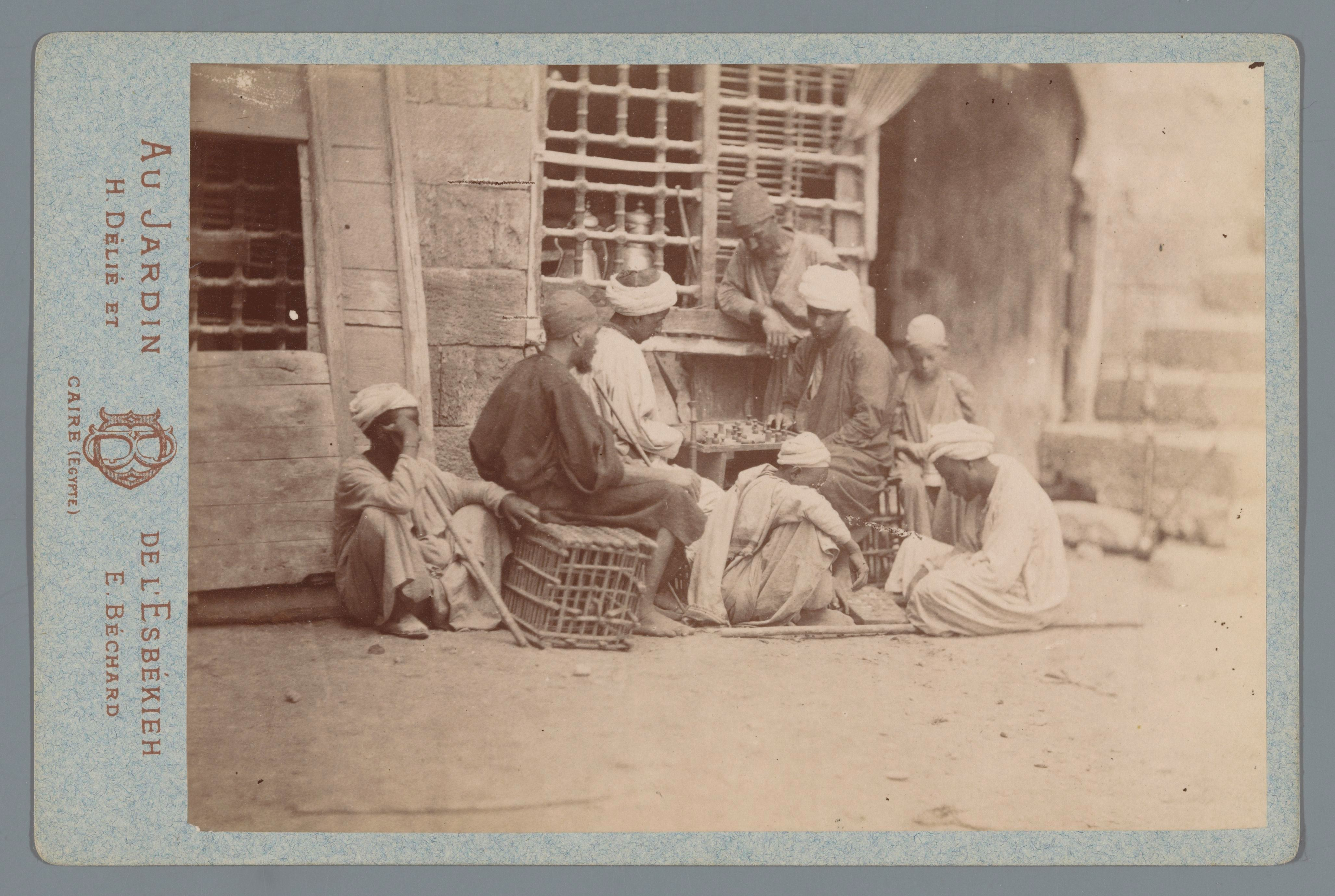
Délié & Béchard, Skupina před kavárnou s deskovou hrou, carte-de-visite, 1869–1890, sb. Rijksmuseum
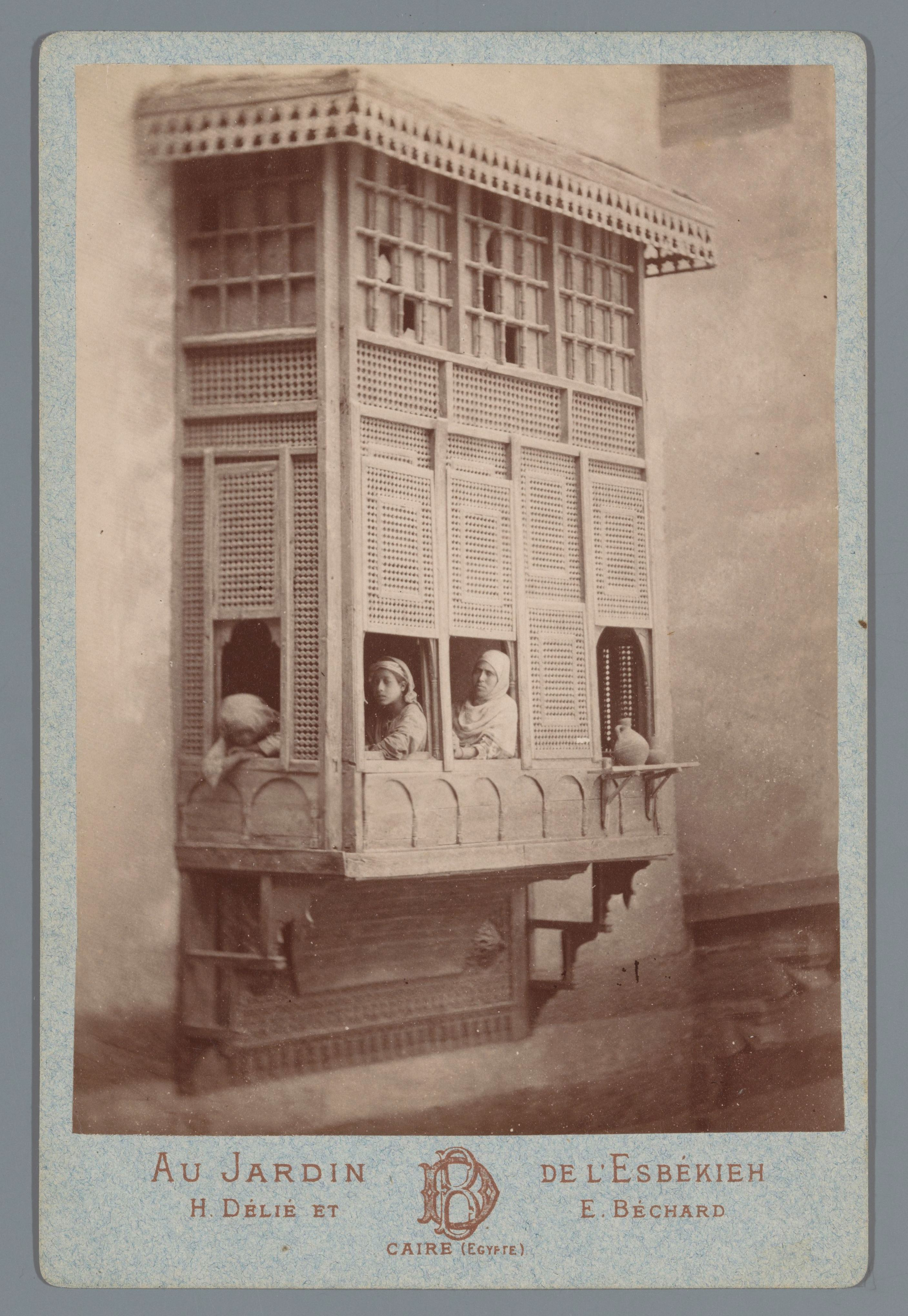
Délié & Béchard, Ženy a děti u okna, carte-de-visite, 1869–1890, sb. Rijksmuseum

### Album du musée de Boulaq

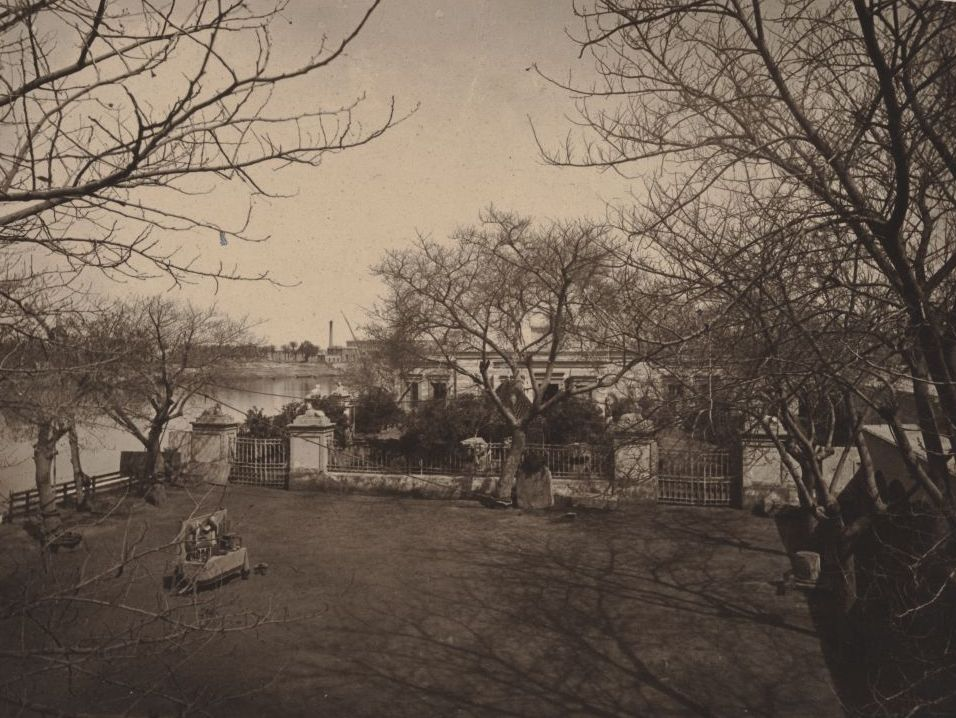
Délié et Béchard, deska 1, Malebné pohledy, Boulaq Museum Album, Káhira, Mourès & Cie, 1872
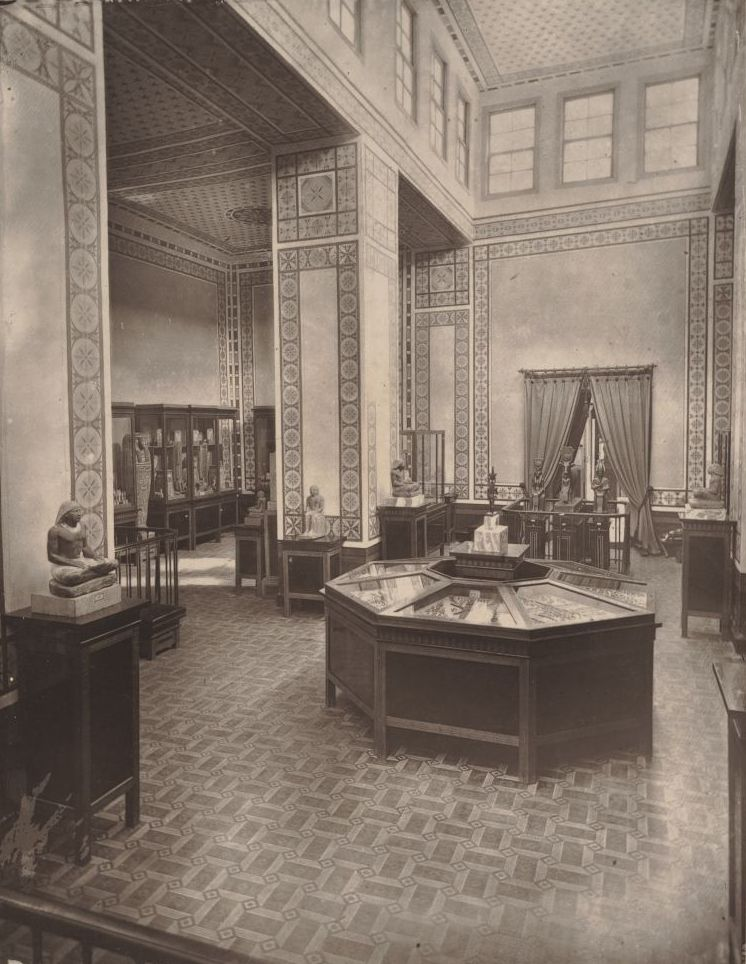
Délié et Béchard, deska 2, Malebné výhledy, album muzea Boulaq, Káhira, Mourès & Cie, 1872
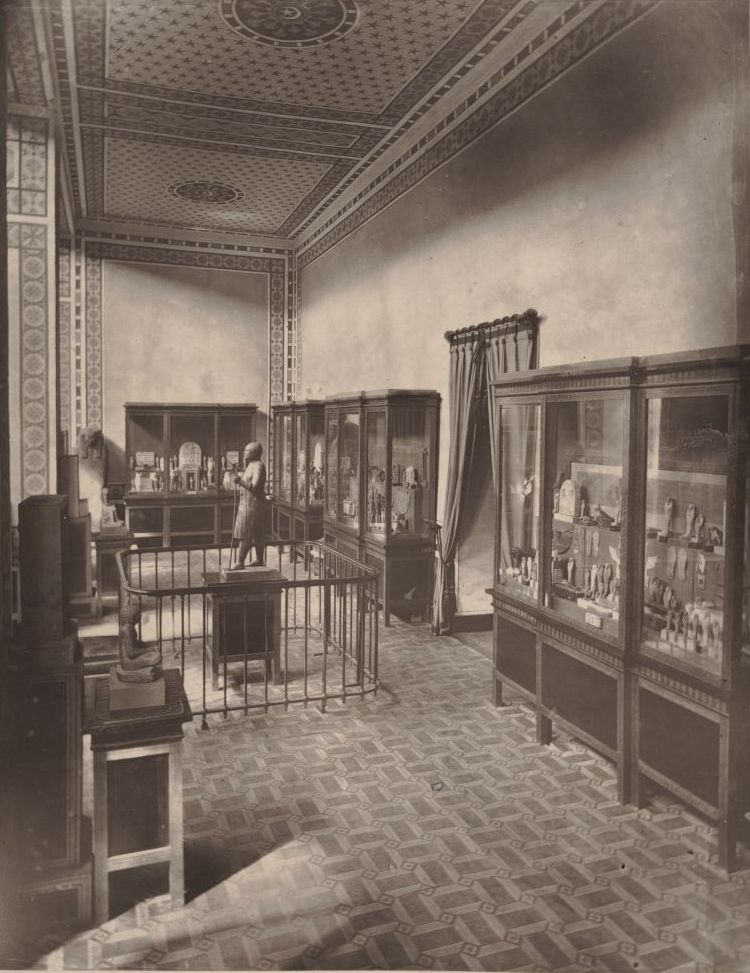
Délié et Béchard, deska 3, Malebné výhledy, album muzea Boulaq, Káhira, Mourès & Cie, 1872
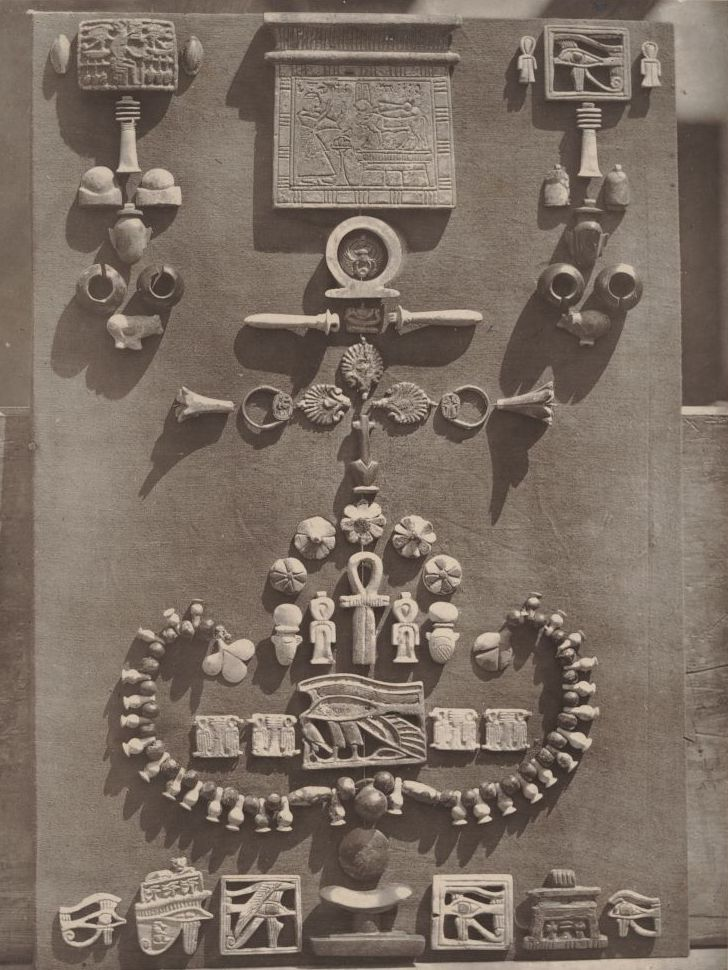
Délié a Béchard, deska 17, Monuments funéraires. Album z muzea Boulaq, Káhira, Mourès & Cie, 1872
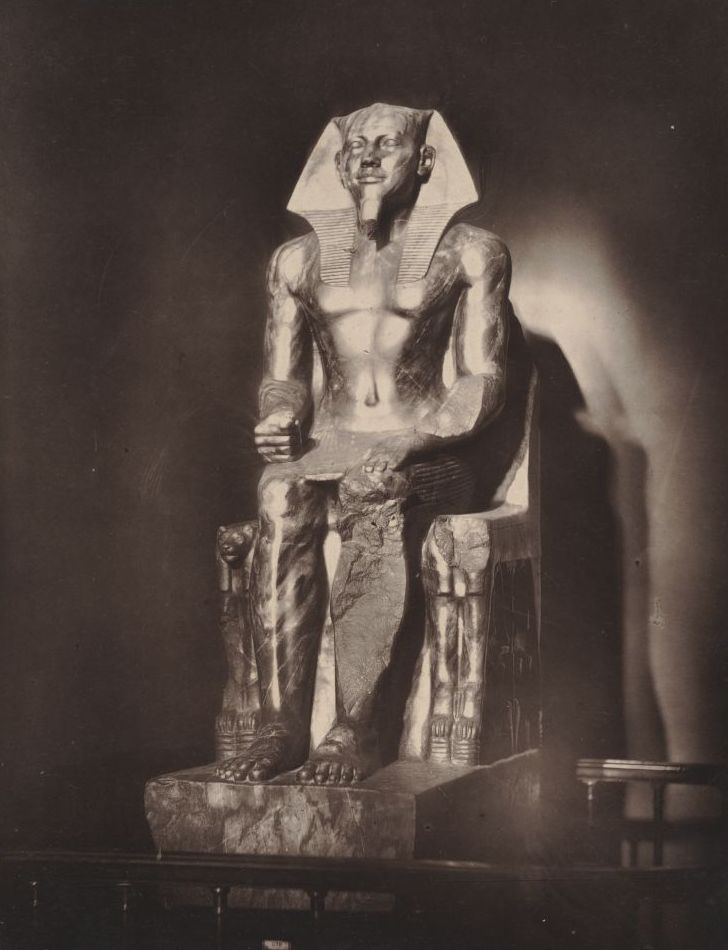
Délié et Béchard, deska 26, Historical Monuments, Boulaq Museum Album, Káhira, Mourès & Cie, 1872